# Liste der Bodendenkmale in Leegebruch
Die Liste der Bodendenkmale in Leegebruch enthält alle Bodendenkmale der brandenburgischen Gemeinde Leegebruch. Grundlage ist die Veröffentlichung der Landesdenkmalliste mit dem Stand vom 31. Dezember 2020. Die Baudenkmale sind in der Liste der Baudenkmale in Leegebruch aufgeführt.

## Leegebruch
| Gemarkung                              | Flur | Kurzansprache                                                                                   | Bodendenkmalnummer | Bemerkung | Bild |
| -------------------------------------- | ---- | ----------------------------------------------------------------------------------------------- | ------------------ | --------- | ---- |
| Leegebruch (Lage)                      | 7, 8 | Rast- und Werkplatz Steinzeit, Siedlung Bronzezeit, Siedlung slawisches Mittelalter             | 70140              |           |      |
| Leegebruch (Lage)                      | 8    | Rast- und Werkplatz Mesolithikum                                                                | 70141              |           |      |
| Leegebruch (Lage)                      | 3, 8 | Rast- und Werkplatz Mesolithikum                                                                | 70142              |           |      |
| Leegebruch (Lage)                      | 3    | Rast- und Werkplatz Paläolithikum, Rast- und Werkplatz Mesolithikum                             | 70143              |           |      |
| Leegebruch, Veltensches Luch 02 (Lage) | 5, 9 | Siedlung Urgeschichte                                                                           | 70144              |           |      |
| Leegebruch (Lage)                      | 2, 5 | Siedlung Bronzezeit                                                                             | 70145              |           |      |
| Leegebruch (Lage)                      | 7    | Rast- und Werkplatz Steinzeit, Siedlung Ur- und Frühgeschichte                                  | 70147              |           |      |
| Leegebruch (Lage)                      | 8    | Burgwall slawisches Mittelalter, Siedlung slawisches Mittelalter, Rast- und Werkplatz Steinzeit | 70148              |           |      |